# Barbara Magierowa

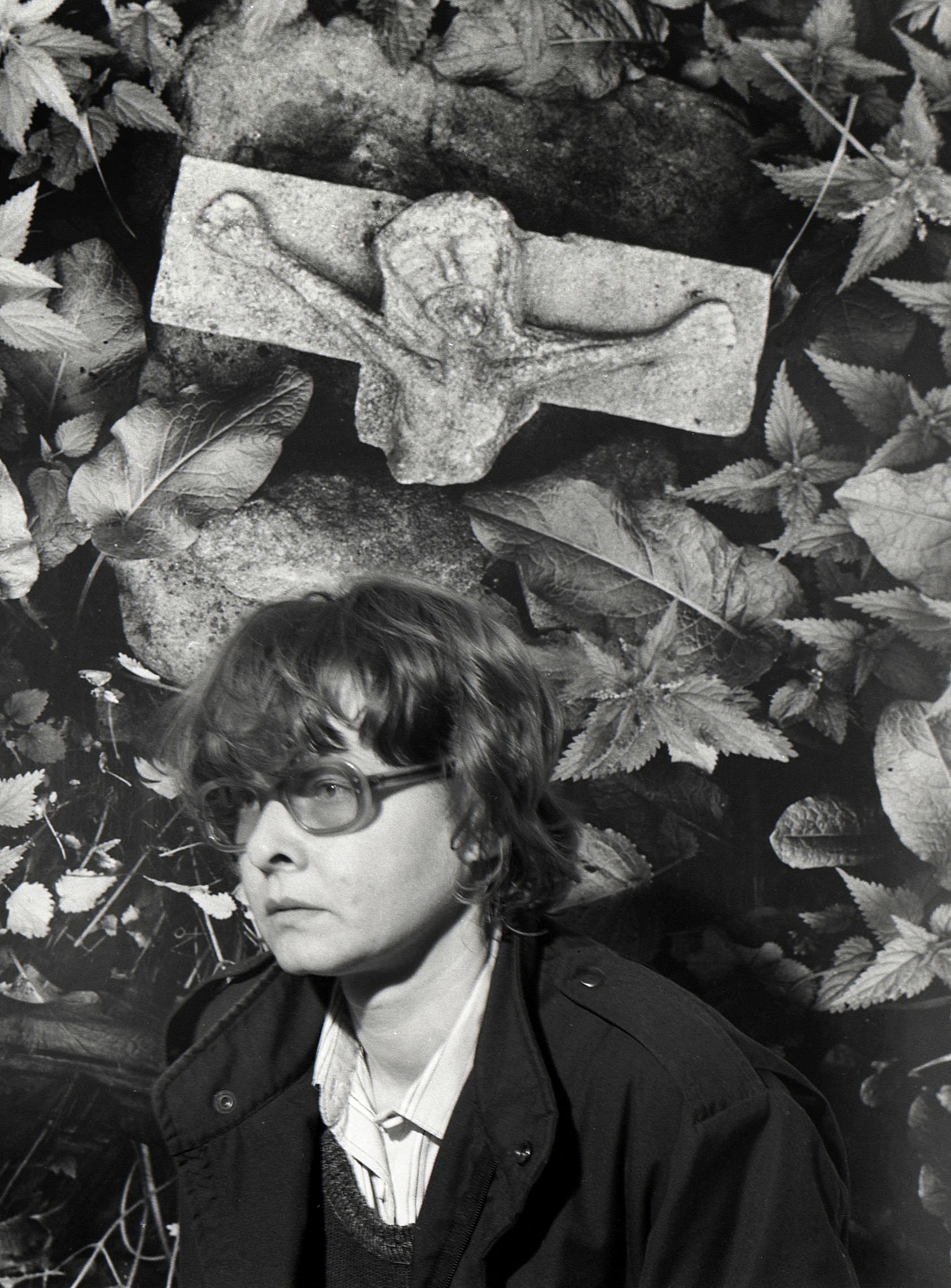
Barbara Magierowa (1942-2017)

Barbara Magierowa (ur. 15 marca 1942 roku w Bohorodczanach, zm. 28 kwietnia 2017 roku w Nowym Sączu) – artystka plastyczka, członek Związku Polskich Artystów Plastyków.
Dzieciństwo spędziła w Krośnie, Rzeszowie, Tarnowie, Rymanowie, Porębie Wielkiej (ojciec prowadził poszukiwania naftowe). Świadectwo dojrzałości otrzymała w Liceum Ogólnokształcącym im. Eugeniusza Romera w Rabce-Zdroju w 1961 roku. W latach 1965–1968 studiowała w Państwowej Wyższej Szkoły Sztuk Plastycznych we Wrocławiu. Współpracowała przy produkcji filmów, m.in. serial „Lalka” i film fabularny „Sąsiedzi” (scenografia, rekwizyty, epizody). Wykonywała też kukiełki dla Wrocławskiego Teatru Lalek. Za udział w wydarzeniach marcowych 1968 roku relegowana ze studiów, pracowała jako robotnica leśna w Górach Izerskich. W 1970 przyjęta do Państwowej Wyższej Szkoły Sztuk Plastycznych w Łodzi, Wydział Projektowania, Ubioru i Tkaniny, gdzie ukończyła studia w 1974 roku dyplomem z wyróżnieniem.
Studiując w Łodzi próbowała malarstwa olejnego, ale jej obrazy z tamtego okresu nie zachowały się.
W latach 1974–1977 zatrudniona w Spółdzielni Pracy Rękodzieła Ludowego i Artystycznego „Koronka” w Bobowej. Projektowała kilimy i ubiory, wykonywane w krótkich seriach, eksportowane do wielu krajów (Japonia, Belgia, Stany Zjednoczone, Szwecja).

## Życie prywatne
Z domu Malinowska, w1962 roku wyszła za Andrzeja Dziedziula, aktora i reżysera. Małżeństwo rozpadło się po kilku latach. W 1974 roku wyszła za artystę plastyka Mieczysława Magierę, kolegę ze studiów. Od 1977 roku mieszkała w Nowym Sączu.
Pochowana została na cmentarzu komunalnym w Andrychowie (sektor 6, rząd 6, numer 3).

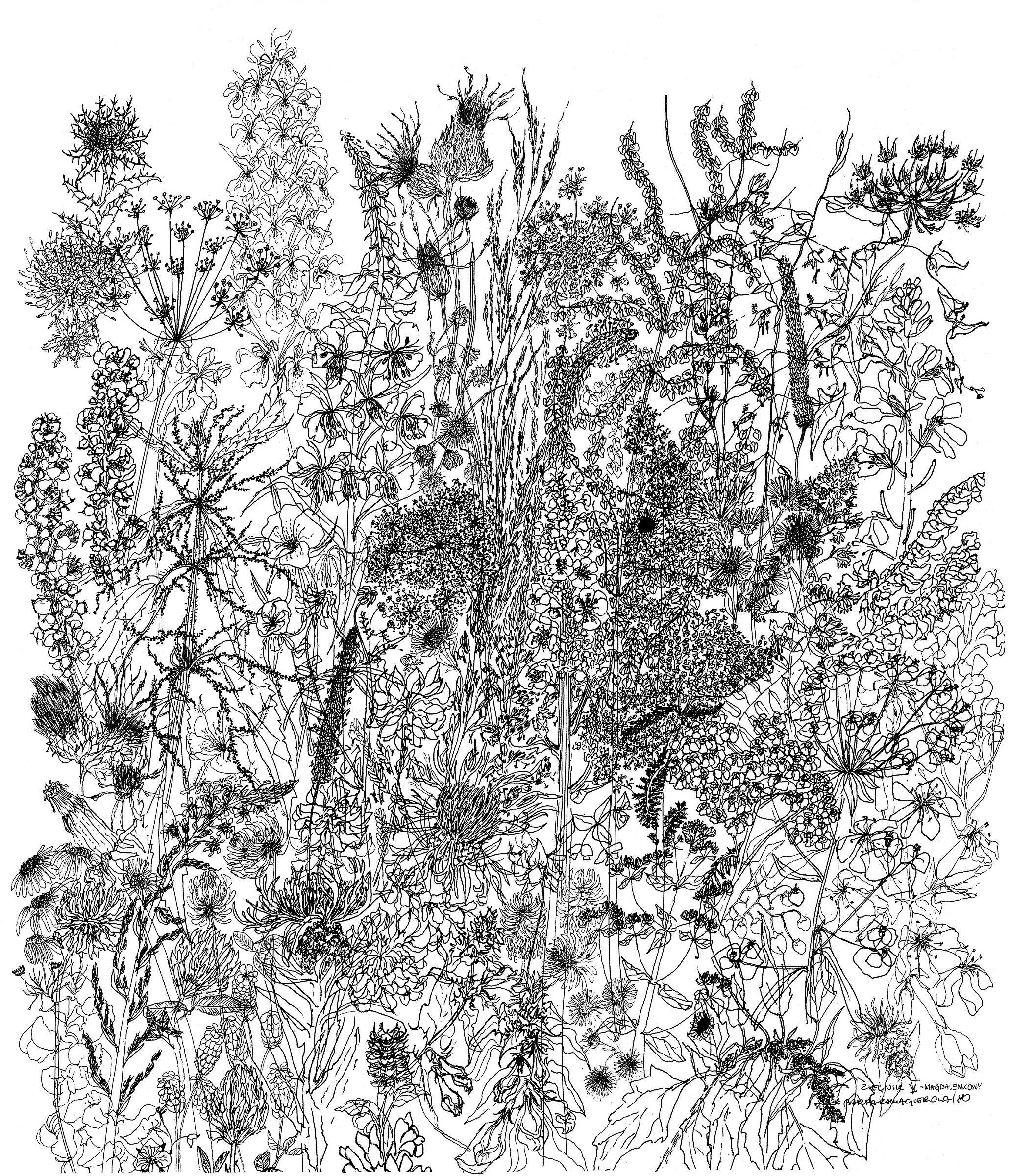
Barbara Magierowa, Zielnik nasz, rys. piórkiem

## Twórczość

### Teksty
- Koronki bobowskie, układ graf. i zdjęcia Maria Teresa Maszczak, wstęp Barbara Magierowa, Muzeum Okręgowe w Nowym Sączu, Nowy Sącz 1982
- Barbara Magierowa, Antoni Kroh, Prywatny leksykon współczesnej polszczyzny (wstęp oraz próbka haseł), „Konteksty”, 1991, t. 45, z. 1
- Barbara Magierowa, Antoni Kroh, Prywatny leksykon współczesnej polszczyzny. Zeszyt zerowy A-Z. Sądecka Oficyna Wydawnicza Wojewódzkiego Ośrodka Kultury, Nowy Sącz 1995, ISBN 83-85753-16-8.
- Barbara Magierowa, Antoni Kroh, Prywatny leksykon współczesnej polszczyzny. Zeszyt 1. aaż–baterflajki, SOW WOK, Nowy Sącz 1996, ISBN 83-85753-21-4.
- Barbara Magierowa, Antoni Kroh, Prywatny leksykon współczesnej polszczyzny. Zeszyt 2. bateria-celownik, SOW WOK, Nowy Sącz 1996, ISBN 83-85753-26-5.
- Barbara Magierowa, Antoni Kroh, Prywatny leksykon współczesnej polszczyzny. Zeszyt 3. cena-czerwona, SOW WOK, Nowy Sącz 1996, ISBN 83-85753-31-1.
- Barbara Magierowa, Antoni Kroh, Prywatny leksykon współczesnej polszczyzny. Zeszyt 4. czesać-dopiąć, SOW WOK, Nowy Sącz 1996. ISBN 83-85753-36-2.
- Barbara Magierowa, Antoni Kroh, Prywatny leksykon współczesnej polszczyzny. Zeszyt 5. doping-ekipa, SOW WOK, Nowy Sącz 1997, ISBN 83-85753-41-9.
- Barbara Magierowa, Antoni Kroh, Koniec języka za przewodnika, „Przekrój”, 1999, nr 12; 1999, nr 13; 1999, nr 16; 1999, nr 17; 1999, nr 18
- „Mylny błąd”, Wybór haseł z pierwszego tomu Prywatnego leksykonu współczesnej polszczyzny Barbary Magierowej i Antoniego Kroha, który ma się ukazać nakładem oficyny „Prószyński i S-ka”, „Nowe Książki” 2/2003
- Barbara Magierowa, Antoni Kroh, Z polskiego na nasze, czyli prywatny leksykon współczesnej polszczyzny[8], Wydawnictwo Iskry, Warszawa 2019, ISBN 978-83-244-0490-2.
- Współautorka zbioru Prywatny leksykon współczesnej polszczyzny (około 14 mln znaków)[9]

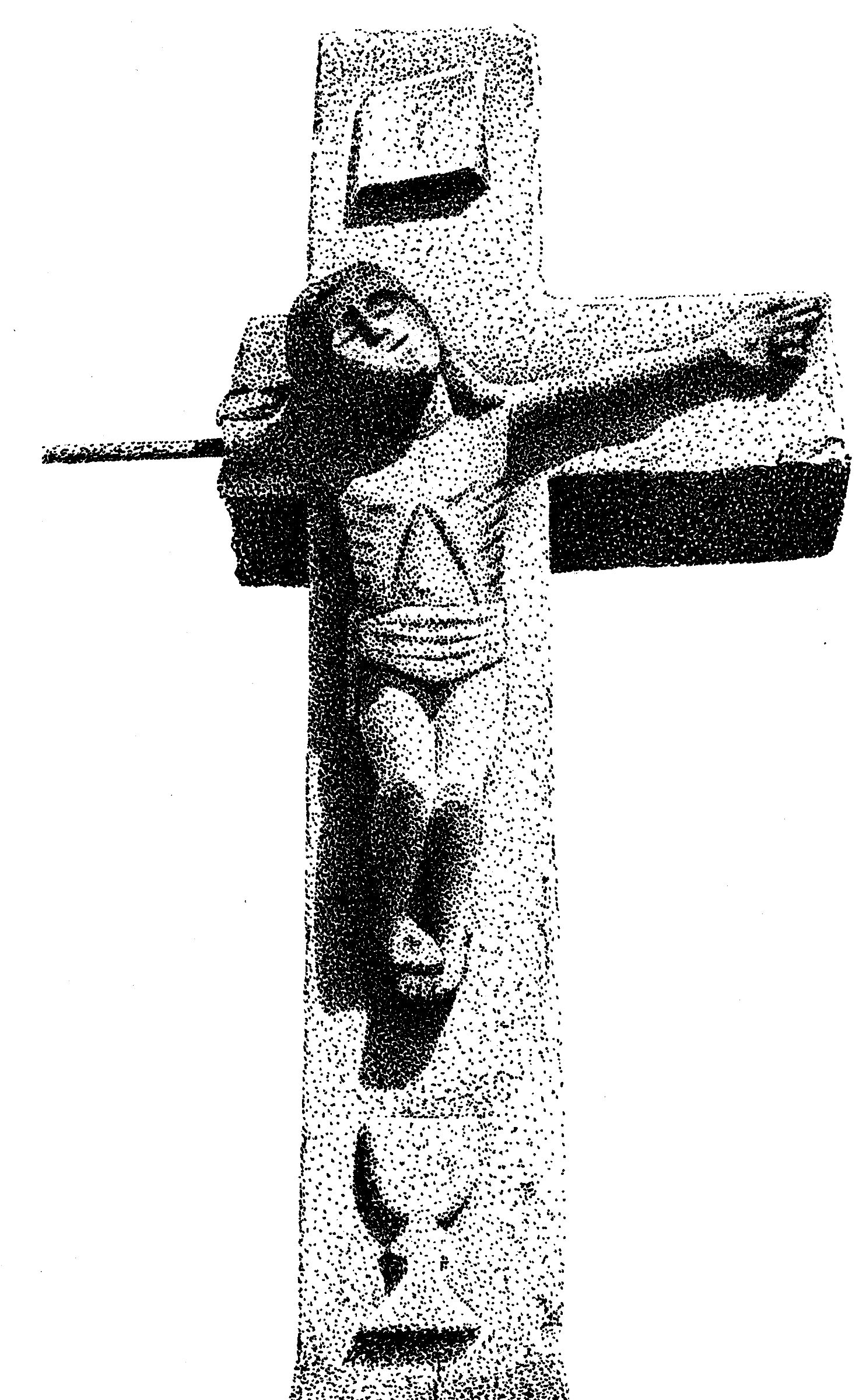
Barbara Magierowa, Łemkowski krzyż z Owczar – rys. piórkiem

## Wystawy
- 1977 – „Tkanina artystyczna Cepelii”, Centralne Muzeum Włókiennictwa w Łodzi
- 1977 – Wystawa kilimów i obrazów Barbary i Mieczysława Magierów, Muzeum Okręgowe w Nowym Sączu
- 1978 – Wystawa zbiorowa Klubu Absolwentów przy ZPAP O/Nowy Sącz
- 1979/1980 – XXXV Doroczna Wystawa Plastyki Oddziału ZPAP Nowy Sącz (rysunki tuszem z cyklu „Zielnik”)
- 1982 – Aranżacja stałej ekspozycji ikon w Muzeum Okręgowe w Nowym Sączu (z Mieczysławem Magierą)
- 1982-1983 – Po kolędzie, Muzeum Okręgowe w Nowym Sączu grudzień 1982-styczeń 1983, Magdalena Kroh, oprac. plastyczne Barbara i Mieczysław Magierowie
- 1984 – Łemkowie, Muzeum Okręgowe w Nowym Sączu (pierwsza prezentacja problematyki łemkowskiej od czasu II wojny światowej, znaczny odzew społeczny) – z Antonim Krohem[10]
- 1984 – Doroczna wystawa nowosądeckiego środowiska artystów plastyków (rysunek z cyklu „Asymilacje”)
- 1985-1986 – Galeria Współczesnej Sztuki Ludowej, kilkanaście wystaw indywidualnych sądeckich twórców ludowych (oprawa plastyczna)
- 1987 – 43. Doroczna wystawa środowiska nowosądeckich artystów plastyków[11] (nagroda główna im. Bolesława Barbackiego za cztery rysunki tuszem: Beskid Niski I, II, III, IV).
- 1988 – Doroczna wystawa nowosądeckiego środowiska artystów plastyków (rysunki tuszem)
- 1992-1993 – Duchy epoki, czyli pierwsza wojna światowa trwa do dziś[12], Muzeum Okręgowe w Nowym Sączu i Muzeum Niepodległości w Warszawie – z Antonim Krohem
- 1994 – Tradycje sokolstwa polskiego, Nowy Sącz – współautorstwo z Antonim Krohem, Wojewódzki Ośrodek Kultury w Nowym Sączu
- 1995 – Wystawa Jubileuszowa O/ZPAP w Nowym Sączu (rysunki tuszem)
- 1995 – Stała ekspozycja Muzeum Regionalnego PTTK w Gorlicach, z Leszkiem Brzozowskim i Antonim Krohem
- 1998-2000 – Spisz, Ośrodek „Pogranicze – sztuk, kultur, narodów”, Międzynarodowe Centrum Kultury w Krakowie, muzea w Lewoczy, Kieżmarku, Starej Lubowli i Bochni, Polski Ośrodek Kulturalny w Bratysławie – współautorstwo z Antonim Krohem[13]
- 2019 – Wystawa prac Barbary Magierowej ze zbiorów Muzeum Okręgowego w Nowym Sączu, podarowanych przez jej męża Mieczysława Magierę, wzbogacona dziełami wypożyczonymi od innych właścicieli i publikacjami opracowanymi graficznie przez artystkę – „Dom Gotycki” – Filia Muzeum Okręgowego w Nowym Sączu 28 VI-31 sierpnia 2019 r.

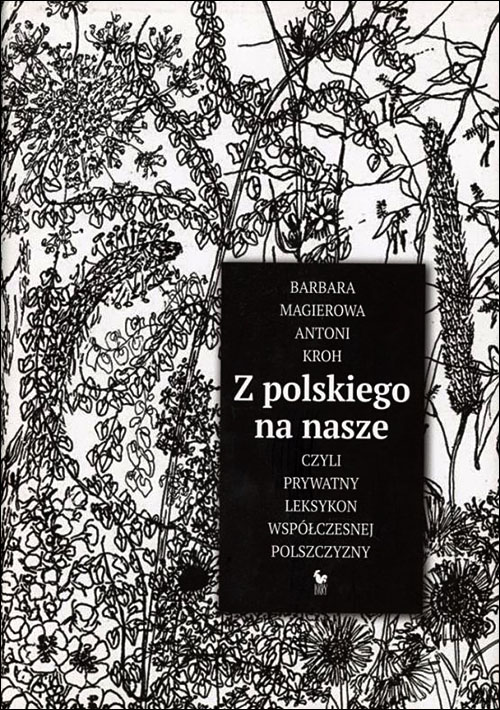
Barbara Magierowa, Antoni Kroh, Z polskiego na nasze, czyli prywatny leksykon współczesnej polszczyzny, 2019

## Oprawa plastyczna książek, katalogów, plakaty i inne
- Wieś polska w malarstwie lat 1795–1914 ze zbiorów muzeów polskich, katalog wystawy, Muzeum Okręgowe w Nowym Sączu, 1981
- Fotografia Nowosądecka 2 poł. XIX w. i pocz. XX wieku. Zdjęcia, sprzęt, akcesoria, katalog wystawy, Muzeum Okręgowe w Nowym Sączu 1982
- 70 lat harcerstwa w Nowosądeckiem, katalog wystawy, Muzeum Okręgowe w Nowym Sączu 1983
- Magdalena Kroh, Sądecki Park Etnograficzny, przewodnik, Muzeum Okręgowe w Nowym Sączu 1983
- Maria Teresa Maszczak, Dom Gotycki w Nowym Sączu, przewodnik, Muzeum Okręgowe w Nowym Sączu 1984
- Franciszek Łojas-Kośla, Góralska kolęda, 1984
- Kazimierz Przerwa-Tetmajer, Śpiący rycerze, 1984
- Maria Waniczkowa, Śpisko polecka, 1984
- Akt poświęcenia kamienia węgielnego pod budowę ratusza w Nowym Sączu, 1985
- Jarosław Haszek, Myśli, 1985
- Andrzej Skupień Florek, Biały Dunajec moja wieś rodzinna, 1985
- Józef Szujski, Pan Rożnowa (powieść poetycka), 1985
- Józef Sygański, Historia Nowego Sącza, 1985-1988
- Jan Kasprowicz, Główki dziecięce, 1986
- Sabałowe bajania, wybór i wstęp Jolanty Anteckiej, 1986
- Folklor karpacki, Wojewódzki Ośrodek Kultury w Nowym Sączu, 1987
- Eugen Ketterl, Cesarska rodzina, 1987
- Grzegorz Pecuch, Wydobyłem rzeźbę z lasu, 1987
- Andrzej Zahorski, Spór o Stanisława Augusta, 1988, ISBN 83-06-01559-2.
- Szary ich strój… Wystawa w 70 lecie Niepodległości, katalog wystawy, 1988

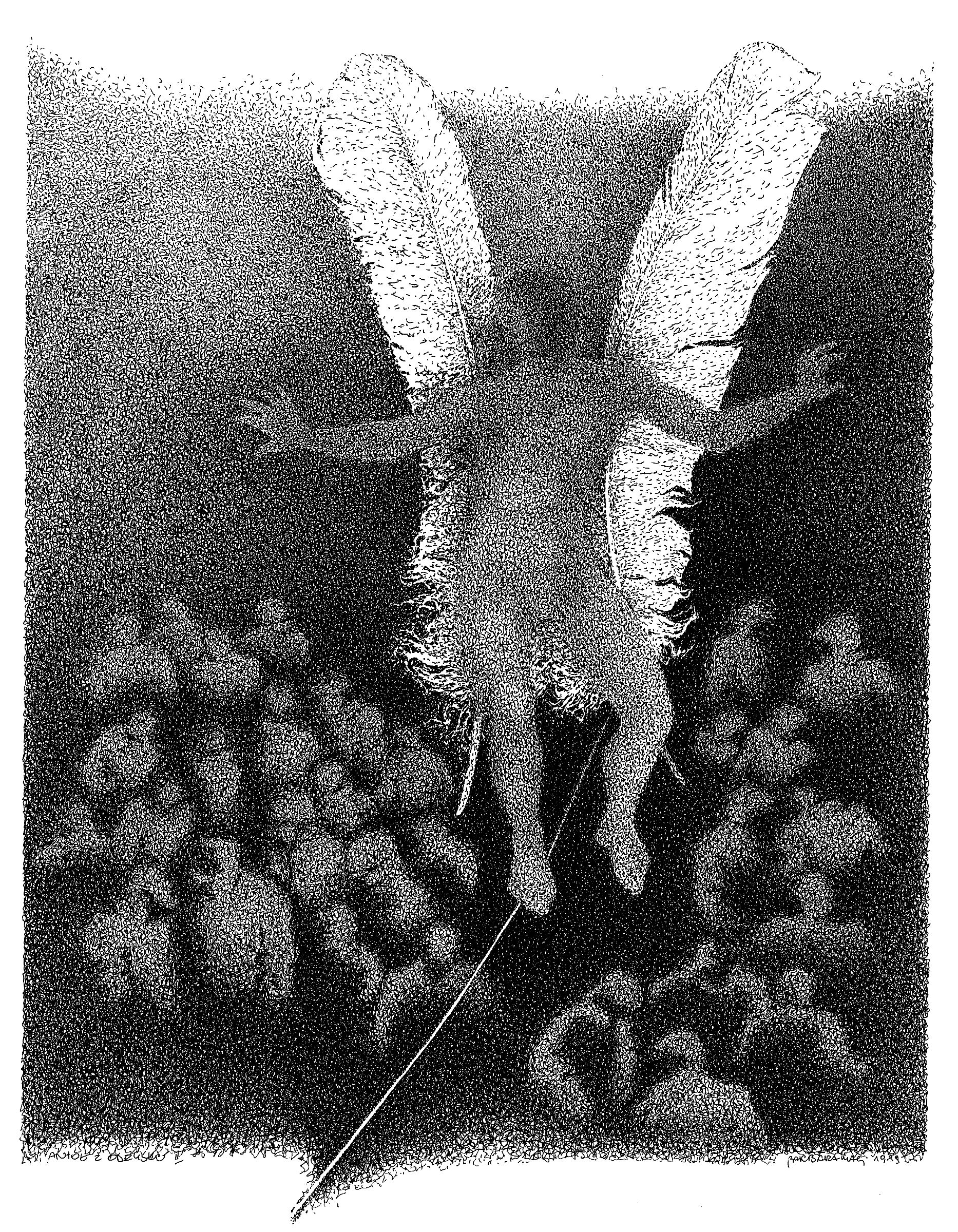
Barbara Magierowa, Anioł z odzysku – rys. piórkiem

- Marek Basiaga, Sentymentalnie banalnie, 1988
- Władysław Orkan, Myśli, 1988
- Włodzimierz Jasiński, Pozowanie do portretu, 1989
- Władysława Lubasiowa, Odbite we mgle, 1989
- Andrzej B. Krupiński, Zamek w Czorsztynie, 1989
- Andrzej B. Krupiński, Zamek w Niedzicy, 1989
- Nowy Sącz, Centralny Ośrodek Informacji Turystycznej w Nowym Sączu, 1989
- Jan Wielek, Opowieści szczyrzyckie, 1989
- Dawna rzeźba ludowa ze zbiorów Muzeum im. Władysława Orkana w Rabce, katalog i plakat wystawy, 1991
- Maria Marcinowska, Dwór pełen barw, Architektura i dekoracja malarska dworu z Rdzawy w Sądeckim Parku Etnograficznym, 1997, ISBN 83-903089-3-2.
- Antoni Kroh, Łemkowie, 1990
- Antoni Kroh, Piękne odpoczywanie (cmentarze wojenne Beskidu Niskiego), 1991
- Maria Teresa Maszczak, Galeria malarstwa Bolesława Barbackiego, Willa Marya w Nowym Sączu, 1991
- „Rocznik Sądecki”, t. XX, 1992
- „Rocznik Sądecki”, t. XXVII, 1999, ISSN 0080-3561.
- „Rocznik Sądecki”, t. XXVIII, 2000, ISSN 0080-3561.
- „Rocznik Sądecki”, t. XXIX, 2001, ISSN 0080-3561.
- „Rocznik Sądecki”, t. XXX, 2002, ISSN 0080-3561.
- „Rocznik Sądecki”, t. XXXIII, 2005, ISSN 0080-3561.
- Antoni Kroh, O Szwejku i o nas, 1992, ISBN 83-85753-00-1.
- „Almanach Sądecki”, 54 rysunki o tematyce sądeckiej na okładkach numerów z lat 1992–2005
- Ziemia Biecka. Lud polski w powiatach gorlickim i grybowskim. Praca zbiorowa pod redakcją Seweryna Udzieli napisana w latach 1889–1895, wydana z rękopisu, 1994, ISBN 83-85753-05-2.
- Dobiesław Dudek, Działalność wojskowa Towarzystwa Gimnastycznego „Sokół” przed I wojną światową, 1994, ISBN 83-85753-15-X.
- Ryszard Aleksander, Dzieje kultury fizycznej i turystyki w Nowym Sączu, 1994, ISBN 83-901495-0-8.
- Szczawnica (plan turystyczny), Nowy Sącz, 1994

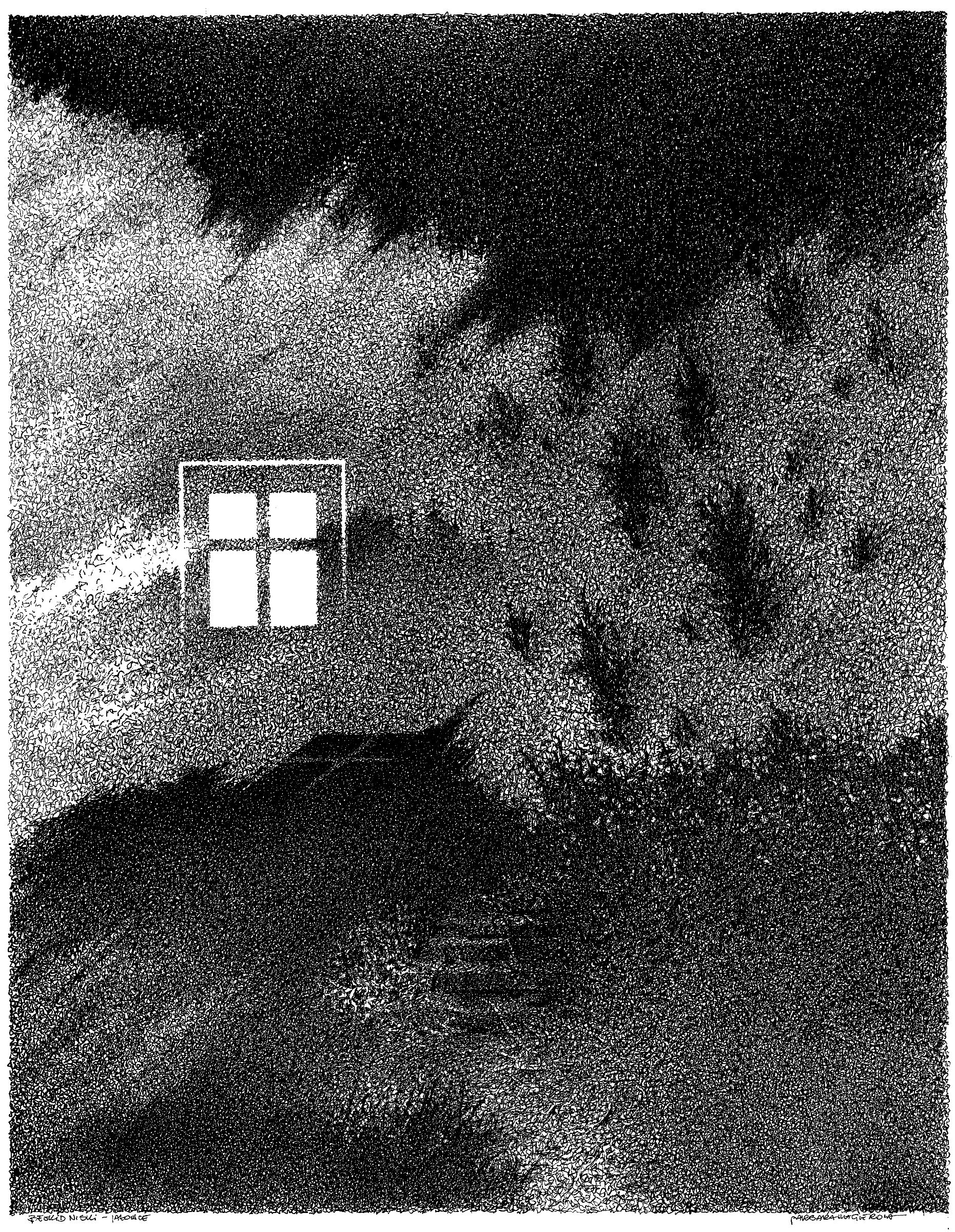
Barbara Magierowa, Beskid Niski – jałowce, rys. piórkiem

- Roman Chomiak, Nasz łemkowski los, 1995, ISBN 83-85753-06-0.
- Marek Basiaga, Kto stoi w bursztynie, 1995
- Monika Turska, Sączem pisane, 1995, ISBN 83-85753-20-6.
- Mamko, kup mi knyżku. Antologia łemkowskiej poezji dla dzieci, książka w jęz. łemkowskim, 1995, ISBN 83-85753-30-3.
- Wiktor Bazielich, Starosądeckie domy rynkowe i ich dawniejsi właściciele, 1996, ISBN 83-85753-07-9.
- Stanisław K. Michalczuk, Piotr M. Stępień, Tadeusz M. Trajdos, Zamek Dunajec w Niedzicy, 2006, ISBN 83-88341-19-7.
- Krystyna Kwaśniewicz, Zwyczaje doroczne górali podhalańskich wczoraj i dziś, 1966, ISBN 83-85753-56-7.
- Kazimierz Golachowski, Towarzystwo Gimnastyczne „Sokół” w Nowym Sączu, wydanie drugie poprawione z posłowiem Józefa Bieńka, 1997, ISBN 83-85753-25-7.
- Maria Marcinowska, Lubomirscy, starostowie sądeccy i spiscy, 1998 ISBN 83-903089-6-7.
- Spisz, Spiš, Zips, Szepes – wystawa, výstava, Ausstellung, kiálítás, 1998, ISBN 83-901303-5-1.
- Jerzy Piechowicz, Batalia o świętą Małgorzatę, 1999, ISBN 83-910850-0-7.
- Leszek Migrała, Klub Modelarski „Zefirek” 1961-1999, 2000, ISBN 83-910786-1-2.
- Spisz – wielokulturowe dziedzictwo, 2000, ISBN 83-904749-0-5.
- Antoni Kroh, Sklep potrzeb kulturalnych, 2000, ISBN 83-7255-331-9.
- Irena Styczyńska, Antoni Kroh, Sądecki Rodowód Władysława Hasiora, 2001, ISBN 83-85753-34-6.
- Antoni Kroh, ''Tatry i Podhale, A to Polska właśnie, rysunki w książce, 2002, ISBN 83-7023-936-6.
- Antoni Kroh, Praga. Przewodnik, 2007, ISBN 978-83-89188-62-5.
- Antoni Kroh, To jest zjawisko, i na to nie ma rady, 2022, ISBN 978-83-244-1112-2.
- Antoni Kroh, Anioł śmierci z kilku stron[14], 2023, ISBN 978-83-244-1143-6 Największa kolekcja jej rysunków znajduje się w zbiorach Muzeum Okręgowego w Nowym Sączu (dar Mieczysława Magiery).

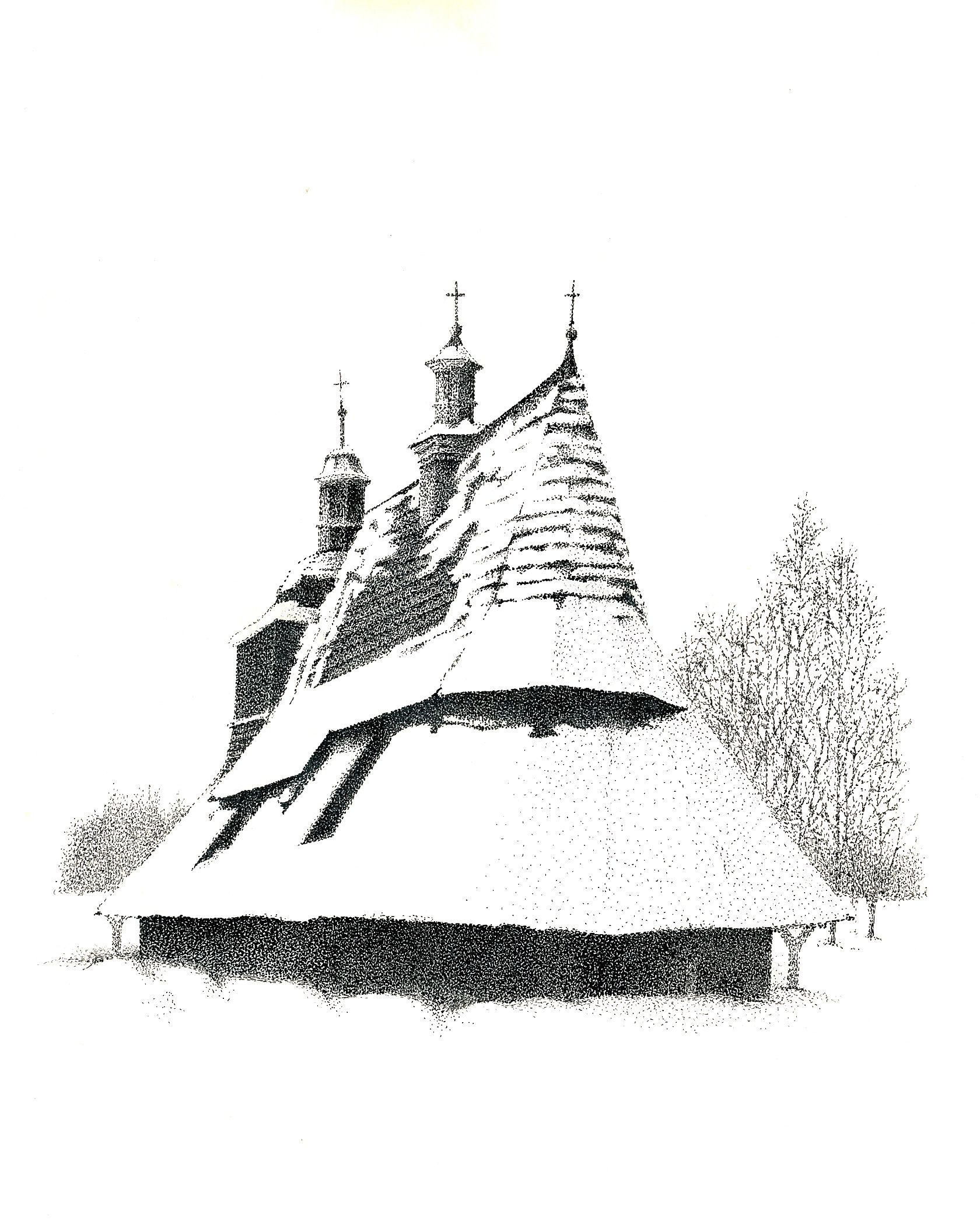
Barbara Magierowa, Kościół w Sękowej – rys. piórkiem

## Nagrody i wyróżnienia
- 1987 – Nagroda główna im. Bolesława Barbackiego na Dorocznej Wystawie nowosądeckiego środowiska artystów plastyków za cztery rysunki tuszem: Beskid Niski I, II, III, IV
- 2019 – Z polskiego na nasze, czyli prywatny leksykon współczesnej polszczyzny książką miesiąca, „Twórczość”, 9/2019
- 2020 – Jednota tlumočníků a překladatelů Praha, Čestné uznání poroty, Barbara Magierowa, Antoni Kroh Z polštiny do lidštiny aneb soukromý lexikon současné polštiny (Z polskiego na nasze, czyli Prywatny leksykon współczesnej polszczyzny) Wydawnictwo Iskry, Warszawa 2019, Praha 3 lutego 2020